# Melan
Melan là một xã trong quận Dibër thuộc hạt Dibër, Albania. Dân số năm 2005 là 5501 người.